# Theodore M. Davis
Theodore M. Davis (1838 – 23 tháng 2 năm 1915), là một luật sư người Mỹ và được biết đến nhiều nhất nhờ vào các cuộc khai quật ở Thung lũng của các vị Vua của Ai Cập giữa những năm 1902 và 1914.

## Tiểu sử
Theodore Montgomery Davis sinh ra ở Springfield, New York năm 1838. Sau sự nghiệp làm luật sư và kinh doanh, ông chuyển đến Newport, đảo Rhode năm 1882, nơi mà ông ấy đã xây dựng một lâu đài được gọi là "The Reef" (sau đó gọi là "The Bells") ở Ocean Avenue.
Mặc dù đã kết hôn nhưng Davis vẫn có một người tình nhân khác là Emma Andrews, từ năm 1887 cho đến khi ông qua đời. Andrews là em họ của vợ ông, Annie.
Ông đã trải qua một thời kỳ khai quật ở châu Âu vào mùa đông ở Ai Cập (từ năm 1900). Trong mùa đông năm 1915, ông không đi đến Ai Cập vì vấn đề sức khỏe và ông cũng không thuê nhà khảo cổ từ Florida là William Jennings Bryan đến khai quật. Ông chết vào cuối tháng 2 năm đó.

## Các cuộc khai quật
Bắt đầu từ năm 1902, Davis hành động khảo cổ riêng lẻ và là nhà tài trợ cho Hội đồng Tối cao Khảo cổ học trong việc khai quật các khu lăng mộ cổ.
Vì sự thành công của mùa đầu tiên này, trong đó bao gồm những cuộc khám phá mộ KV45 (ngôi mộ của Userhet) và một cái hộp chứa da và cái khố từ KV36 (ngôi mộ của Maiherpri), ông đã tài trợ khảo cổ hàng năm cho đến năm 1905. Trong thời gian này, các cuộc khai quật được tiến hành dưới sự chỉ huy của ông và tổng thanh tra đồ cổ ở Thượng Ai Cập (giữa 1902 và năm 1904) và đến Howard Carter trong những năm 1904-1905.
Năm 1905, Arthur Weigall, một thanh tra mới thuyết phục Davis ký nhượng quyền mới cho công việc trong thung lũng và để sử dụng danh dự là một nhà khảo cổ của mình. Dưới những điều kiện đó, các cuộc khai quật mới được thực hiện bởi Edward R. West (1905-1908), E. Harold Jones (1908-1911) và Harry Burton (1912-1914). Nhưng bởi năm 1913, Davis đã trở thành tội đồ vì những nỗ lực khi khai quât đã không mang lại một ngôi mộ hoàng gia còn nguyên vẹn, và ông bắt đầu chia sẻ niềm tin rằng việc khai quật thung lũng đã bị kiệt sức và đến điểm dừng. Trong mùa 1913-14 ông cuối cùng đã nhượng quyền lại để ngừng việc khai quật ở Thung lũng của các vị Vua, giao quyền cho Lord Carnarvon.
Các cuộc khai quật thực hiện dưới sự tài trợ của Davis là những cuộc khai quật quan trọng nhất từng được thực hiện trong thung lũng: trong suốt 12 năm khoảng 30 ngôi mộ đã được phát hiện và khai quật. Các ngôi mộ nổi tiếng nhất trong số chúng là KV46 (ngôi mộ của Yuya và Tjuyu), KV55 (kho chứa), KV57 (ngôi mộ của Horemheb) và KV54 (kho chứa đồ củaTutankhamun). Howard Carter thì đã phát hiện mộ nổi tiếng KV62, ngôi mộ của Tutankhamun vào năm 1922. Burton sau này nhớ lại rằng khi Davis chấm dứt đợt khai quật cuối cùng của mình ở thung lũng, ông đã phải thoát ra khỏi nỗi sợ hãi khi cắt gần ngôi mộ và các con đường, ông chỉ có cách hai mét từ lối vào KV62 nhưng ông đã không phát hiện ra nó.

### Danh sách những cuộc khám phá và khai quật
- Năm 1902: KV45
- Năm 1903: KV20, KV43, KV60
- Năm 1905: KV2, KV19, KV22, KV46, KV47, KV53
- Năm 1906: KV48, KV49, KV50, KV51, KV52
- Năm 1907: KV10, KV54, KV55
- Năm 1908: KV56, KV57
- Năm 1909: KV58
- Năm 1910: KV61
- Năm 1912: KV3
- Năm 1913: KV7